# Eurocaja Rural
Eurocaja Rural, és una cooperativa de crèdit, una de les majors Caixes Rurals d'Espanya i és present en Castella-la Manxa, Madrid, Castella i Lleó, Comunitat Valenciana i Múrcia.
Va ser fundada en 1965. a Toledo on es troben els seus Serveis Centrals, situats al carrer Mèxic, número 2, de la capital castellanomanxega.
A tancament d'exercici de 2018, EurocajaRural posseïa 404 oficines i agències financeres distribuïdes per Castella-la Manxa, Comunitat de Madrid, la província d'Àvila i la Comunitat Valenciana. En aquesta mateixa data comptava amb 440.000 clients, 84.000 socis, 1.084 professionals, 7.782 milions d'euros d'actius i una inversió creditícia de 3.605 milions d'euros.

## Història
Encara que els orígens de Eurocaja Rural, Societat Cooperativa de Crèdit, es remunten a 1963, l'Entitat va celebrar la seva primera Assemblea General el 30 de març de 1965 amb un ADN 100% cooperatiu, sota el nom de Caixa Rural Provincial de Toledo.
Els seus senyals d'identitat són: seguretat, solvència i confiança.
El seu primer President va ser Antonio Marañón de Mora i el seu primer Director General, José María de Pablos Fernández.
L'Entitat va ser creada per a aportar solucions financeres i contribuir a la dinamització del seu entorn, amb atenció preferent al sector agrícola.
Va iniciar la seva activitat en uns locals situats en la pujada del carrer Carles V de Toledo, per a posteriorment situar la seva seu social al carrer Alferes Provisional de la capital.
Des de 1985 la seva Seu Central aquesta situada al carrer México número 2, de Toledo.

### Seu Central
El 18 de juny de 1985 va ser inaugurada l'actual seu central de la cooperativa de crèdit, situada en el centre de Toledo, en un modern edifici de cinc plantes amb 13.200 metres quadrats de construcció que representa la forma d'una espiga, símbol de la Caixa Rural.
Es tracta d'un edifici de línies corbes amb funcionalitat administrativa i social i espais lliures i enjardinats, amb separació suficient entre l'immoble i les vies urbanes, però integrat totalment a la ciutat, conjugant adequadament la seguretat i funcionalitat pròpies d'una entitat de crèdit.
L'arquitecte autor del projecte va ser Adolfo Dzitkowski, sent el doctor arquitecte autor de l'edifici Guillermo Santacruz Sánchez de Rojas.
La seu central acull un Centre Cultural on institucions, fundacions i associacions desenvolupen tot tipus d'activitats. Compta amb un Auditori de 600 places, el denominat Salón Verde (espai multifuncional habilitat com a aula de formació, espai per a la rúbrica de convenis, presentació d'esdeveniments, realització de rodes de premsa, etc.), les sales d'exposicions Picasso, Velázquez i Goya i un ampli perímetre de jardins.

### En els anys 90, Caixa Rural comença a créixer
Amb l'adquisició per absorció de Caixa Rural de Guadalajara, l'Entitat inicia la seva primera fase d'expansió supraprovincial, obrint a més les seves primeres oficines a la Comunitat de Madrid i a Àvila.
En 1994, a proposta del Consell Rector, es nomena Rafael Martín Molero com a Director General. Sota el seu mandat, l'entitat destaca per la contínua i constant millora de tots i cadascun dels seus paràmetres economicofinancers, fins a aconseguir la posició de referència que avui ocupa en el sistema financer espanyol.

### Grup Econòmic
En 1999, Caixa Rural posa en marxa el seu Centre de Borsa, Valors, Fons i Patrimonis i l'any 2000, adaptant-se als avanços del segle xxi comença a forjar el seu Grup Econòmic, creant Rural Patrimonios Agrupados SICAV, S. a.
Entre els anys 2000 i 2005, l'Entitat amplia el seu àmbit com a entitat passant a ser un Grup d'entitats que complementen les accions realitzades per l'empresa matriu i presenten un balanç consolidat.
En 2003 neix la Fundació Caixa Rural i en 2005 l'empresa Castilla-La Mancha Servicios Tecnológicos, S.L. En 2007 veu la llum Caja Rural Castilla-La Mancha Mediación Operador de Banca Seguros Vinculados S.L.
Avui dia el Grup Econòmic de l'Entitat està integrat per: Fundació Eurocaja Rural; CLMTEC S.L., Eurocaja Rural Mediación OBSV, S.L.; Viveactivos, S.A.; Eurocaja Rural Sociedad Gestión de Activos, S.A.; i Rural Broker, S.L.

### Canvi de denominació social
El 26 d'abril de 2011, l'Assemblea General Ordinària celebrada aquest dia, aprova per aclamació i unanimitat dels socis el canvi de denominació social de l'Entitat. Caja Rural de Toledo passa a dir-se Caja Rural de Castilla-la Mancha, Societat Cooperativa de Crèdit, nom que denota el nou objectiu al qual s'enfronta.
Sota aquesta qualificació manté intacte el seu esperit i vocació social, sent les seves bases la solvència i l'estabilitat.

### Pla d'Expansió
L'any 2012, el Pla d'Expansió de Caja Rural Castilla-la Mancha dona els seus primers fruits a nivell regional. Avui dia és present a les cinc províncies de Castella-la Manxa: Toledo, Albacete, Ciudad Real, Conca i Guadalajara, així com a Madrid i Àvila.
El seu compliment, amplia la base comercial on l'Entitat no tenia implantació, a més de continuar augmentant quota de mercat en els seus territoris històrics.
Tal és així que Caja Rural Castilla-la Mancha va tenir un increment net històric en 2014 de 40.000 nous clients, fins a totalitzar 412.000 clients.
A l'octubre de 2013 s'oficialitza l'acord per a la integració de 14 oficines de Barclays a Caja Rural Castilla-la Mancha, la qual cosa permet a la cooperativa de crèdit estendre la seva àrea d'influència a altres zones limítrofes a aquesta regió.
A l'abril de 2014, Caja Rural Castilla-la Mancha compra a Banc Caixa Geral quatre oficines a Castella-la Manxa i Madrid amb un volum de negoci de 100 milions d'euros i 2.000 clients.
Al juny de 2014, Barclays Espanya aconsegueix un nou acord amb Caja Rural Castilla-la Mancha per a la transmissió a la cooperativa de crèdit de nou oficines, així com d'una part del negoci d'altres cinc oficines del grup britànic, situades en la Comunitat de Madrid i a Castella-la Manxa.

### Fiançament del Pla d'Expansió i altres assoliments
Han estat diverses les fites que van marcar l'exercici 2014: la consolidació del seu Pla d'Expansió per Castella-la Manxa, Madrid i Àvila -amb un total de 67 nous punts de venda oberts al públic, la compra d'oficines de Banc Caixa Geral, amb 100 milions de negoci i 2.000 clients, la potent campanya de la PAC -sent la primera entitat a obtenir segell de qualitat a la seva tramitació- la presentació de la Corredoria d'Assegurances Rural Broker i el reforç de l'Àrea de Mercat de Capitals de la seva Divisió Financera.
Al juny de 2014, Barclays Espanya aconsegueix un nou acord amb Caja Rural Castilla-la Mancha per a la transmissió a la cooperativa de crèdit de nou oficines, així com d'una part del negoci d'altres cinc oficines del grup britànic, situades en la Comunitat de Madrid i a Castella-la Manxa.
Gràcies al Pla d'Expansió, l'Entitat va duplicar la seva xarxa comercial en quatre anys, contrarestant a més la tendència actual de tancament de centres de treball i reestructuracions promoguts pel sector financer a nivell nacional. Va tenir un increment net històric en 2014 de 40.000 nous clients, fins a totalitzar 412.000 clients. Això malgrat la desfavorable conjuntura general i sense comprometre els bons ràtios de l'Entitat.
La Caixa també va inaugurar la seva nova oficina de Banca Personal, va presentar en societat l'Institut d'Innovació i Competitivitat de la Fundació Caixa Rural Castella-la Manxa i va celebrar la seva II Carrera Solidària, la recaptació de la qual va ser destinada a l'Associació de Famílies de Nens amb Càncer (AFANION) de Castella-la Manxa.

### 2015 – 50 Aniversari
El 30 de març de 2015, l'Entitat va celebrar el seu 50 aniversari. Per a commemorar la rellevància d'aquesta onomàstica, l'Entitat va organitzar diferents actes. Així, es va dur a terme una gira de concerts, tots ells gratuïts, en col·laboració amb ’40 Principales’, amb artistes reconeguts del panorama musical nacional i internacional i amb la participació del locutor de ràdio i presentador de televisió Tony Aguilar.
Els concerts van tenir lloc en les localitats de Talavera de la Reina, Toledo, Albacete, Guadalajara, Ciudad Real, Conca i Alcázar de San Juan.
A més, es va realitzar una campanya institucional protagonitzada per l'actor i humorista José Mota, originari de Montiel, la notorietat mediàtica del qual i capacitat de comunicació van ajudar a donar major abast i repercussió a la nova identitat de Caja Rural. El lema d'aquesta campanya va ser “Creixent Junts”.
Igualment, es van realitzar diversos sortejos per a agrair la fidelitat dels clients de l'Entitat, en els quals es van lliurar vehicles (Nissan Micra), ‘Ipad Air 2’ i ‘Iphone 6’.
En 2015, coincidint amb el 50 aniversari de l'entitat financera, el Ple de l'Ajuntament de Toledo va aprovar per unanimitat la instal·lació d'una placa commemorativa en Carrer Méjico, situada en la façana de l'edifici situat enfront de la seu central de la cooperativa de crèdit, “en reconeixement dels seus 50 anys en l'àmbit financer al servei de les Cooperatives i la societat toledana”.

## De Caja Rural Castilla-La Mancha a Eurocaja Rural
En 2016, Andrés Gómez Mora va deixar el seu càrrec com a màxim representant legal de la cooperativa de crèdit. L'Assemblea General Extraordinària va triar a Javier López Martín com a nou president de l'entitat amb el suport majoritari dels socis, obtenint el 99,45% dels vots emesos.
En 2017, Eurocaja Rural va obrir noves oficines a les províncies d’Alacant i València. En 2018 es va produir l'arribada definitiva a Castelló.
El 20 d'abril de 2018, l'Assemblea General Ordinària va aprovar per aclamació i unanimitat dels socis el canvi de denominació i imatge de l'Entitat. Caixa Rural Castella-la Manxa va passar a denominar-se Eurocaja Rural.
El fet diferenciador dels resultats de l'Entitat, segons manifesta el seu Director General, Víctor Manuel Martín López, “és que el benefici es reinverteix en la terra i això produeix un efecte dinamitzador en els sectors econòmics i en el progrés de tot el seu àmbit d'actuació”.
Més de mig segle després del seu naixement, l'Entitat és una de les empreses referencia de Castella-la Manxa amb més de 84.000 socis, 1.084 professionals i 404 punts de venda en CLM, Madrid, Àvila i Comunitat Valenciana que donen servei a més de 440.000 clients.
A més, al setembre de 2021, Eurocaja Rural ha anunciat l'emissió de cèdules hipotecàries de qualificació sostenible per import de 700 milions d'euros. Així, l'entitat es compromet a destinar els fons obtinguts a projectes verds i socials, tal com queda establert en el marc de sostenibilitat de l'emissió.